# Джонс, Томас (преступник)
Томас Джонс (англ. Thomas Jones, 1824, — 26 декабря 1893) — британский гражданин, сын портного. Прославился тем, что несколько раз врывался в Букингемский дворец в период с 1838 по 1841 годы. Утверждал, что проникал во дворец с целью познакомиться с королевой Викторией.

## Ранняя жизнь
Родился в 1824 году в семье портного из Вестминстера, настоящее имя — Эдвард Джонс.

## Аресты
В 1838 году, в возрасте 14 лет, Джонс впервые проник в Букингемский дворец под видом трубочиста. Он был обнаружен носильщиком в Мраморном холле и после недолгой погони схвачен полицией на Сент-Джеймс-стрит с нижним бельем королевы Виктории, спрятанным в брюки.
14 декабря того же года он предстал перед судом. Оказалось, что Джонс часто упоминал о своем намерении войти во дворец в разговоре со своим работодателем, строителем. Несмотря на совершение кражи, Джонс был оправдан присяжными.
30 ноября 1840 года, через девять дней после рождения первого ребёнка королевы Виктории, принцессы Виктории, он взобрался на стену Букингемского дворца примерно на полпути вверх по Конститьюшн-хилл, вошел во дворец и затем ушел незамеченным. 1 декабря 1840 года он снова ворвался во дворец. Вскоре после полуночи Джонс был обнаружен под диваном в гардеробной королевы работниками дворца и арестован.
Заявление его отца о невменяемости сына не увенчалось успехом, и он был приговорен к трем месяцам содержания в исправительном учреждении. Инцидент 1840 года вызвал в общественной среде сильный ажиотаж, потому что изначально опасались, что это может повлиять на королеву, поскольку произошло так скоро после родов. Перед его освобождением из тюрьмы Тотхилл Филдс 2 марта 1841 года были предприняты попытки убедить Джонса вступить во флот.
15 марта 1841 года, после перекуса в одной из комнат дворца Джонс был пойман усиленными силами полиции, охранявшими дворец. На этот раз он был приговорен к трем месяцам каторжных работ.
Этот третий инцидент вызвал фурор, и были назначены ещё три дополнительных дворцовых стражника. Позже Джонс вспоминал, что часто подслушивал совещания королевы с министрами, прячась в дворцовом камине, а также нередко наблюдал за Викторией в неглиже.

## Внимание в прессе
Джонс стал предметом многочисленных публикаций в газетах и сатирических журналах. В намеке на архитектора эпохи Возрождения Иниго Джонса было, в частности, высказано предположение о том, что из-за его «экстраординарных способностей находить вход во дворец» он должен быть «потомком Ин-И-Го Джонса».

## Последующая жизнь
После своего второго освобождения он отказался от предложения за 4 фунта стерлингов в неделю выступать в мюзик-холле с публичными рассказами о себе, а вскоре его поймали слоняющимся без дела в окрестностях Букингемского дворца. Он был направлен на службу в Военно-морской флот и служил матросом на нескольких кораблях ВМС, включая HMS Warspite, HMS Inconstant и HMS Harlequin. Через год он сумел дойти пешком из Портсмута в Лондон.
Будучи пойманным до того, как он добрался до дворца, он был отправлен обратно на свой корабль. В последний раз он упоминался в газетах в 1844 году, когда его спасли после того, как он упал за борт корабля между городами Тунис и Алжир.
После окончания карьеры на флоте Джонс начал страдать от алкоголизма и стал грабителем, а потом уехал в Австралию, где занял должность городского глашатая Перта. В 1880-х годах Эдвард Джонс сменил имя на Томас в попытке избежать своей нежелательной известности.

## Смерть
26 декабря 1893 года мужчина скончался в австралийском городе Бэрнсдейл после того, как в нетрезвом состоянии рухнул с парапета восточной стороны моста через реку Митчелл и разбил себе голову. Джонса похоронили на городском кладбище Бэрнсдейла в безымянной могиле. В 2005 году на могиле Джонса по инициативе общественных активистов была установлена мемориальная доска.

## Джонс в культуре
История Джонса вдохновила детскую писательницу Джоан Ховард на написание книги «Мальчик Джонс», впервые опубликованной в 1943 году. В 1949 году американский журналист и военный из Сан-Франциско Теодор Боннет создал на основании истории Джонса свой роман «Мудларк», который впоследствии был экранизирован в виде одноименного фильма режиссёра Жана Негулеско и выпущен в широкий прокат в 1950 году. В романе Боннета и в фильме центрального персонажа переименовывают в Уилера, он входит не в Букингемский дворец, а в Виндзорский замок, и он значительно моложе своего реального прототипа: в романе ему 7 лет, а в фильме — 10. В кинокартине его роль исполняет актёр Эндрю Рэй.
Помимо этого, история Джонса — краткая сюжетная линия во втором сезоне исторической драмы телеканала ITV «Виктория», где Джонса сыграл Томми Роджер.